# Alchemilla hoverlensis
Alchemilla hoverlensis är en rosväxtart som beskrevs av M. Pavlyus och O.L. Lovelius. Alchemilla hoverlensis ingår i släktet daggkåpor, och familjen rosväxter. Inga underarter finns listade i Catalogue of Life.